# Morok (drone)
Le Morok (en ukrainien : « obscurité » ou « ténèbres ») est un drone aérien. Il a été développé par l’Ukraine afin de combattre la Russie qui l’a envahie en février 2022. C’est un drone « kamikaze » doté d’une charge explosive de 30 kg. Il possède une autonomie de vol de 800 km.

## Conception
Peu d’informations sont disponibles sur le drone Morok, qui a été développé par un groupe de bénévoles ukrainiens. Même son apparence est encore incertaine. Les volontaires ukrainiens ont publié une vidéo le montrant. Deux photos ont été publiées sur les réseaux sociaux en septembre 2023 par les services de sécurité ukrainiens (SBU) mais ces images diffèrent de l’apparence du drone dans la vidéo des volontaires. La conception réelle du drone reste un secret, car les analystes admettent que les photos ne doivent pas nécessairement correspondre à un modèle réel ou montrer le vrai Morok, de peur de révéler des détails de conception et surtout ses faiblesses à l’ennemi,. Les photos ressemblent plus à des images générées sur ordinateur mais donnent tout de même des indices sur la conception de la munition rôdeuse Morok.
Sur la base des photos disponibles, les experts ont déterminé que le drone est équipé d’un seul moteur à combustion interne situé à l’arrière, avec une hélice propulsive dans la section de queue. La propulsion par un moteur à combustion interne fait que le Morok, comme le Shahed, fait un son caractéristique, comme celui d’une mobylette. Les experts ont également attiré l’attention sur la forme assez inhabituelle de la cellule. La configuration générale de l’aile ressemble à celle d’un avion canard, mais il n’a pas d’avant-plan et possède seulement un stabilisateur vertical, se présentant avec une configuration sans empennage horizontal plutôt rare dans l’aviation moderne. Cette conception était très populaire parmi les avions supersoniques dans les années 1960-1970, par exemple, les chasseurs Mirage III et Mirage 2000 de Dassault Aviation, les avions de ligne Concorde et Tupolev Tu-144 ou encore l’avion de reconnaissance stratégique à long rayon d'action Lockheed SR-71 Blackbird. En revanche, les avions subsoniques sont beaucoup plus susceptibles d’utiliser un plan canard ou une aile volante », disent les experts,,.
Au contraire, la description du Morok publiée par ses concepteurs indique « Il est construit selon le schéma aérodynamique normal. L’empennage est en double flèche, en forme de V inversé ».
Le groupe de volontaires a révélé certaines des caractéristiques techniques de ce drone. Il a une autonomie de vol d’environ 800 km, ce qui le classe parmi les drones à plus longue portée. Il s’agit peut-être de l’arme à plus longue portée de l’arsenal ukrainien, à l’exception peut-être du drone Bober, dont la portée est encore inconnue mais pourrait atteindre 1400 km au maximum. La portée du Morok représente un défi de taille pour les forces conventionnelles et irrégulières russes. Une telle distance permet aux forces armées ukrainiennes de frapper des cibles importantes à l’arrière du front et même en Russie, de sorte que les envahisseurs russes ne se sentiront plus en sécurité même sur leur propre territoire. Ces engins sont classés comme des « munitions rôdeuses ». Ils résistent bien aux défenses anti-aériennes russes. Cependant, le drone Bober a un design différent de celui du Morok. Il a été conçu en forme de canard, ce qui permet un changement rapide de l’altitude de vol pour éviter la défense anti-aérienne ennemie. Le drone Morok est capable de transporter une charge utile de 30 kg,,,.
Le nom « Morok » est ukrainien et se traduit en français par « ténèbres », « obscurité » ou « esprit noir ». Le nom lui-même véhicule un sentiment d’appréhension, ce qui est très approprié pour un drone kamikaze conçu pour les frappes à longue portée. Il sert à la fois d’identifiant technique et d’outil psychologique, un nom qui résume l’intention meurtrière du drone tout en résonnant avec les aspects les plus sombres de la guerre. Mais ce qui est le plus intrigant, c’est le décalage entre les conceptions présentées par le Service de sécurité ukrainien (SBU) et celles présentées par le groupe de volontaires. Bien que cela puisse simplement indiquer divers prototypes, cela pourrait également signaler une campagne de désinformation destinée délibérément à semer la confusion.

## Coût
Une source proche des créateurs du Morok a affirmé aux journalistes de The Economist que ces créateurs sont arrivés à le développer sans financement gouvernemental, grâce à des amis philanthropes. Aujourd’hui, l’équipe de développement est confrontée à une tâche difficile : trouver les ressources nécessaires pour lancer la production de masse.
Deux collectes de fonds distinctes ont été faites pour financer la construction du drone en série. La première levée de fonds a été annoncée en août et début septembre 2023 par le Service de sécurité de l'Ukraine (SSU ou SBU),,. L’appel aux dons pour le Morok a été publié sur les réseaux sociaux depuis le compte officiel du SSU. L’objectif était de réunir la somme de 60 millions de hryvnias, permettant de construire 33 drones à longue portée qui seront transférés à l’unité White Wolf du Centre d’opérations spéciales « A », les forces spéciales de la SSU. Les représentants de la SSU n’ont pas précisé quel type de drones ils achèteraient. Cependant, ils ont indiqué que ces drones ont une portée de vol de 800 km, ce qui correspond aux chiffres qui ont été annoncés par les bénévoles le 10 octobre (voir ci-dessous). Une simple division permet d’établir que le coût unitaire d’un drone est d’environ 1,81 million de hryvnias, soit environ 50 000 dollars. Ce montant peut inclure les coûts de développement.
La seconde collecte de fonds est bien plus ambitieuse. Elle a été annoncée le mardi 10 octobre 2023, par le présentateur de télévision ukrainien Serhiy Prytula,,, et les bénévoles Serhiy Sternenko et Ihor Lachenkov,. Serhiy Prytula est à la tête d’une fondation caritative qui participe, entre autres, à l’achat d’équipements tactiques, de kits médicaux et de véhicules pour l’armée ukrainienne. La transparence du financement, liée à une personnalité publique bien connue, est susceptible de stimuler le moral et l’engagement du public d’une manière que les contrats secrets de défense n’ont jamais pu faire. La campagne de collecte de fonds avait une durée de trois jours et portait le nom de « One More Time » (Можем павтаріть), ou « Nous pouvons protéger » selon d’autres sources. L’objectif de cette « méga-collecte de fonds » est de collecter la somme stupéfiante de 175 millions de hryvnias,,,,, soit environ 6,3 millions de dollars, pour acheter 100 drones Morok pour l’armée ,,,,. En deux jours (au matin du 12 octobre) environ 136 millions de hryvnias ont été collectés, soit 78% du montant souhaité.
Cela traduit une baisse notable du coût unitaire du drone Morok : en septembre, il était de 60 millions de hryvnias pour 33 drones,, soit 1,81 ou 1,82 million de hryvnias par engin, (près de 50 000 dollars pièce) mais maintenant il a baissé à 1,75 million de hryvnias,, (48 000 dollars) par unité. La différence est probablement due au volume. C’est une règle assez simple que le prix unitaire des armes dépend directement de la taille de la commande. Plus la production est élevée, moins chaque unité revient cher,. Bien que le prix de 1,75 million de hryvnia (environ 48 000 $) puisse sembler élevé, il faut se souvenir que le coût d’un drone Shahed 136 iranien produit en série est estimé entre 20 et 40 000 à 50 000 dollars,.

## Engagements
Le Morok a déjà été utilisé contre des cibles en Crimée. L’hebdomadaire britannique The Economist a consacré un long article aux drones Morok. À l’aube du 25 août 2023, les journalistes du magazine ont assisté au lancement de drones par les Ukrainiens. L’un des drones utilisés dans cette opération était le Morok. Les journalistes britanniques ont décrit une attaque contre une base militaire en Crimée, depuis un point de lancement situé dans le sud de l’Ukraine. Les journalistes britanniques l’ont décrite comme « l’une des missions aériennes les plus audacieuses au-dessus du territoire contrôlé par la Russie à ce jour ». Les résultats de la mission ont été rapportés plus tard par des sources en Crimée occupée, qui ont écrit que des explosions s’étaient produites sur la base militaire. Plusieurs soldats ont été tués et les blessés ont été transportés à l’hôpital. Parmi les tâches déjà accomplies par le drone Morok figurent des frappes sur des aérodromes près des frontières de l’Ukraine. En particulier, l’armée ukrainienne a laissé entendre aux journalistes que c’était ce drone qui avait frappé un bombardier stratégique Tu-22M sur une base aérienne près de Novgorod. Les données concernant le succès des frappes sont recueillies par le biais de satellites, de publications sur les réseaux sociaux et d’informateurs locaux. Selon The Economist, entre 35 % et 40 % des drones ukrainiens atteignent leurs cibles.